# Lantaarnvissen
Lantaarnvissen (Myctophidae) zijn een familie van straalvinnige vissen en een van de twee families uit de orde van lantaarnvisachtigen. 
De familie lantaarnvissen omvat bijna 250 soorten, verdeeld over ruim 30 geslachten. De wetenschappelijke naam van de groep werd in 1893 voorgesteld door Theodore Nicholas Gill.

## Geslachten
- Benthosema Goode & T.H. Bean, 1896
- Bolinichthys Paxton, 1972
- Centrobranchus Fowler, 1904
- Ceratoscopelus Günther, 1864
- Diaphus C.H. Eigenmann & R.S. Eigenmann, 1890
- Diogenichthys Bolin, 1939
- Electrona Goode & T.H. Bean, 1896
- Gonichthys Gistel, 1850
- Gymnoscopelus Günther, 1873
- Hintonia Fraser-Brunner, 1949
- Hygophum Bolin, 1939
- Idiolychnus B.G. Nafpaktitis & Paxton, 1978
- Krefftichthys Hulley, 1981
- Lampadena Goode & T.H. Bean, 1893
- Lampanyctodes Fraser-Brunner, 1949
- Lampanyctus Bonaparte, 1840
- Lampichthys Fraser-Brunner, 1949
- Lepidophanes Fraser-Brunner, 1949
- Lobianchia Gatti, 1904
- Loweina Fowler, 1925
- Metelectrona Wisner, 1963
- Myctophum Rafinesque, 1810
- Nannobrachium Günther, 1887
- Notolychnus Fraser-Brunner, 1949
- Notoscopelus Günther, 1864
- Parvilux C.L. Hubbs & Wisner, 1964
- Protomyctophum Fraser-Brunner, 1949
- Scopelopsis A.B. Brauer, 1906
- Stenobrachius C.H. Eigenmann & R.S. Eigenmann, 1890
- Symbolophorus Bolin & Wisner, 1959
- Taaningichthys Bolin, 1959
- Tarletonbeania C.H. Eigenmann & R.S. Eigenmann, 1890
- Triphoturus Fraser-Brunner, 1949